# 슨푸번

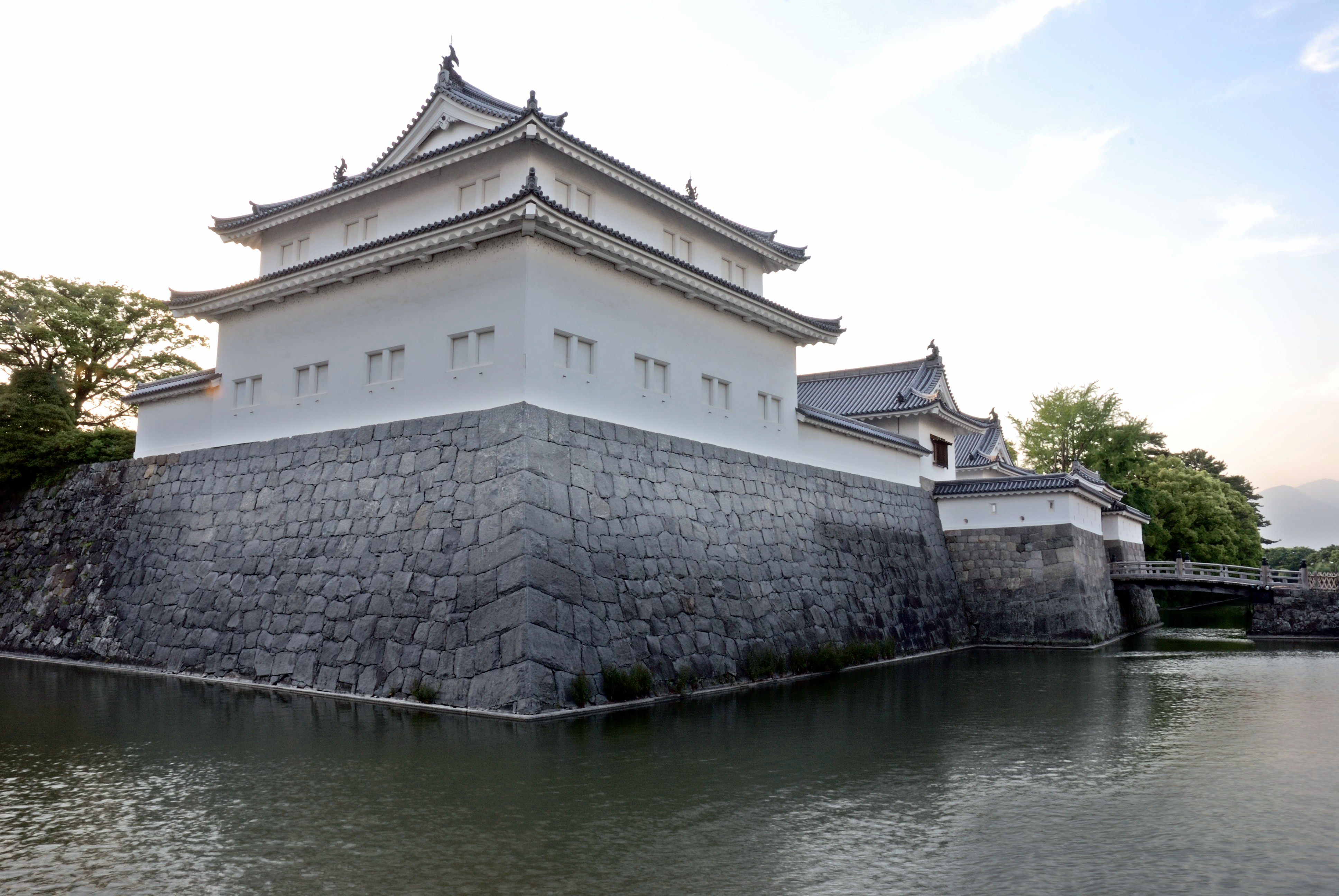
슨푸 성의 다쓰미 야구라(재건)

슨푸 번(일본어: 駿府藩 슨푸한[*])은 슨푸성(현재의 시즈오카현 시즈오카시 아오이구)을 중심으로 시즈오카현의 스루가, 도토미, 아이치현의 미카와, 야마나시현의 가이 지역에서 에도 시대 초기에 존재한 번이다. 스루가 후추 번(駿河府中藩)이나 후추 번(府中藩)이라고도 불린다. 또한 1869년 9월 12일에 성립한 번은 시즈오카 번(静岡藩)라고 부른다.

## 번의 역사

### 에도 시대
스루가국은 센고쿠 시대에 이마가와 씨의 지배에 있었지만, 다케다 신겐의 스루가 침공으로 이마가와 씨가 몰락하면서 가이국 다케다씨 대 사가미국의 고호조씨와 도쿠가와씨의 영지 쟁탈의 장소가 되어 불안정한 정세가 뒤를 이었다. 1582년 덴쇼 10년 3월에 다케다 씨가 멸망하면서 도쿠가와 이에야스의 지배 하에 들어간다. 1590년의 오다와라 정벌에서 이에야스가 무사시국으로 이봉되면 스루가는 도요토미 히데요시의 가신 나카무라 가즈우지의 손에 들어간다. 1600년 게이초 5년의 세키가하라 전투에서 나카무라 가즈타다(가즈우지의 아들)는 동군에 가담하여 공을 쌓았기 때문에 호키국 요나고번에 이봉되었다.
1601년 음력 2월 중 이즈국 도쿠가와씨의 가신 나이토 노부나리가 4만석으로 입봉하여 슨푸 번이 성립되었다.
1606년 음력 4월 3일, 노부나리가 오미국 나가하마 번에 이봉되면서 중진이 된 도쿠가와 이에야스가 슨푸성에 들어갔기 때문에 슨푸 번은 폐번이 되었다. 또한 이에야스는 은거한 후에도 진짜, 막부 정치를 집행하는 입장에 있었다.
1609년 음력 12월 12일, 이에야스의 10남, 도쿠가와 요리노부가 50만석으로 입봉한 것으로부터, 슨푸 번이 부활했다. 그러나 요리노부는 어렸고, 이에야스가 여전히 막부 정치를 슨푸 성에서 맡고 있었기 때문에 영주라고는 해도 실제로는 권한이 아니었다. 1619년 겐나 5년 7월 19일, 이에야스의 사후, 요리노부는 기이 와카야마 번에 이봉되어 슨푸 번은 폐번이 되었다.
1625년 간에이 2년 음력 1월 11일 제3대 쇼군 도쿠가와 이에미쓰의 동생, 도쿠가와 다다나가가 스루가, 도토미, 가이 등 55만석의 슨푸 번을 재설립하였다.
1632년 간에이 9년 음력 10월 20일 쇼군 이에미쓰의 명으로 다다나가는 개역당하였다. 이후 슨푸 번은 폐번되어 막부령이 되었고 슨푸성은 슨푸 조다이가 맡게되었다.

### 메이지 시대
1867년 게이오 3년의 대정봉환에 의해 에도 막부가 무너졌다. 1868년 게이오 4년 1월의 보신 전쟁에서 도쿠가와 씨는 메이지 신정부에 패해 제15대 쇼군 도쿠가와 요시노부는 조적(조정의 적)으로 규정되자 한동안 슨푸성에 칩거하였다.

## 역대 번주
| #                                  | 이름                         | 기간      | 벼슬명                | 등위    | 고쿠다카   |
| ---------------------------------- | ---------------------------- | --------- | --------------------- | ------- | ---------- |
| 나이토 가문, 1601-1609 (후다이)[2] |                              |           |                       |         |            |
| 1                                  | 나이토 노부나리(内藤信成)    | 1601–1606 | 부젠노카미 (豊前守)   | 종5위하 | 30,000 석  |
| 도쿠가와 가문, 1609-1868 (신판)    |                              |           |                       |         |            |
| x                                  | 이에야스 직할령              | 1608–1609 |                       |         |            |
| 1                                  | 도쿠가와 요리노부(徳川頼宣)  | 1609–1619 | 곤다이나곤 (権大納言) | 종2위   | 500,000 석 |
| x                                  | 막부령                       | 1619–1625 |                       |         |            |
| 1                                  | 도쿠가와 다다나가 (徳川忠長) | 1625–1634 | 곤다이나곤 (権大納言) | 종2위   | 500,000 석 |
| x                                  | 막부령                       | 1634–1869 |                       |         |            |
| 1                                  | 도쿠가와 이에사토 (徳川家達) | 1869–1871 |                       | 종1위   | 700,000 석 |

## 같이 보기
- 슨푸 성

## 참고자료
- Papinot, E (1910). 《Historical and Geographic  Dictionary of Japan》. Tuttle (reprint) 1972.
- Shiba, Ryotaro. The Last Shogun: The Life of Tokugawa Yoshinobu. Kodansha America (1998). ISBN 1-56836-246-3
- Westin, Mark. Giants of Japan: The Lives of Japan's Most Influential Men and Women. Kodansha USA (2002). ISBN 1-56836-324-9